# Charley Varrick
Charley Varrick (Brasil: O Homem que Burlou a Máfia ) é um filme estadunidense de 1973, do gênero suspense, dirigido por Don Siegel, roteirizado por Dean Reisner e Howard Rodman, música de Lalo Schifrin.

## Sinopse
Ladrões de banco de uma pequena cidade roubam, acidentalmente, três quartos de um milhão de dólares que pertenciam a máfia. A máfia e a polícia estão na caça do dinheiro.

## Elenco
- Walter Matthau ....... Charley Varrick
- Joe Don Baker ....... Molly
- Felicia Farr ....... Sybil Fort
- Andrew Robinson ....... Harman Sullivan (como Andy Robinson)
- Sheree North ....... Jewell Everett
- Norman Fell ....... Sr. Garfinkle
- Benson Fong ....... Honest John
- Woodrow Parfrey ....... Harold Young
- William Schallert ....... Bill Horton, xerife de San Miguel
- Jacqueline Scott ....... Nadine
- Marjorie Bennett ....... Sra. Taft